# Daisy Jacobs
Daisy Jacobs (* 1989) ist eine britische Animatorin, Regisseurin und Drehbuchautorin, die bei der Oscarverleihung 2015 zusammen mit dem Produzenten Christopher Hees für den Oscar in der Kategorie Bester animierter Kurzfilm für The Bigger Picture nominiert war. Zusammen mit Hees und ihrer Koautorin Jennifer Majka gewann sie mit diesem Film 2015 einen British Academy Film Award.
Jacobs wuchs in Gosport (Hampshire) auf, besuchte die Bay House School und studierte Illustration und Animation am Central Saint Martins College of Art and Design in London sowie Animationsregie an der National Film and Television School in Beaconsfield. Während ihrer Ausbildung schuf sie die animierten Kurzfilme Don Justino de Neve (2011) und Tosh (2012). The Bigger Picture handelt von zwei Brüdern, die sich um die Pflege ihrer alternden Mutter bemühen, und ist nach Angaben Jacobs an ihr eigenes Familienleben mit ihrer an Parkinson erkrankten Großmutter angelehnt.
2018 wurde sie in die Academy of Motion Picture Arts and Sciences berufen, die jährlich die Oscars vergibt.